# Ion Ghica, Ialomița
Ion Ghica este un sat în comuna Ciulnița din județul Ialomița, Muntenia, România.